# Ctenomys torquatus
Ctenomys torquatus és una espècie de mamífer rosegador histricomorf de la família dels ctenòmids. És oriünda de Sud-amèrica, on viu des del sud del Brasil fins al centre de l'Uruguai.